# 衣笠祥雄
衣笠 祥雄（きぬがさ さちお、1947年（昭和22年）1月18日 - 2018年（平成30年）4月23日）は、日本のプロ野球選手（内野手）。引退後は野球解説者・野球評論家・タレント。京都府京都市東山区馬町出身。本名同じ。メディアにおける愛称は「鉄人」、先輩や同い年からの愛称は「キヌ」もしくは「サチ」、後輩からは「キヌさん」と呼ばれる事が多かった。国民栄誉賞受賞者。息子は元俳優の衣笠友章。
連続試合出場記録日本記録・世界2位記録、連続フルイニング出場歴代4位、通算安打数歴代5位（通算2543安打は福本豊とタイ）、通算本塁打数歴代7位（通算504本は張本勲とタイ）の記録保持者。赤ヘル打線の主砲として山本浩二と共に「YK砲」と称されるコンビで1970年代後半から1980年代の広島東洋カープ黄金時代を築き上げる原動力となった選手の一人である。

## 経歴

### プロ入り前
進駐軍の兵士として日本に駐留中だったアフリカ系アメリカ人の父親と、日本人の母親の間に生まれた（詳細は後述）。「僕がハーフでなかったら、ということは考えたくないことですが、もしそうでなかったらプロ野球選手になれたかどうか分からない。なりたいとは思ったでしょうけどね」と自身も語っているとおり、野球との出合いは、その出自と無関係ではない。
京都市立洛東中学校入学時には、柔道部に入りたかったが、中学に柔道部がなかったため、やむなく野球部に入部した。
その後、平安高等学校へ進学。高校では、捕手として同期のエース植木一智とバッテリーを組み1964年の春夏の甲子園大会へ出場した。春の選抜は準々決勝に進むが、エース島村聖（慶大-日本鋼管）を擁する土佐高に惜敗。夏の選手権は同じく準々決勝で、この大会に優勝した高知高の光内数喜（芝工大-鐘淵化学）に抑えられ敗退。他の高校同期に捕手、外野手の梅村好彦がいる。

### 現役時代
1965年、広島カープに入団。同年は捕手として6試合に先発マスクを被るが、白石勝巳監督の方針で一塁手に転向。1967年は10月から先発に名を連ね、4試合で3番打者として起用される。
1968年は開幕から5番打者に抜擢され一軍に定着。同年は初の規定打席（14位、打率.276）に達し、21本塁打を放った。1970年は外野手も兼ね、24試合で4番打者に座る。そして、10月19日対読売ジャイアンツ戦から連続試合出場の記録が始まる。
1971年は打率.285ながら長嶋茂雄（打率.320）に次ぐベストテン2位に喰い込み、同年6月10日の対巨人戦（後楽園球場）では8回に堀内恒夫から2点本塁打を放ち、当時のプロ野球タイの5試合連続本塁打を記録した。
1972年は打率.295（4位）、29本塁打（3位）、99打点（王貞治に次ぐ2位）とリーグを代表する打者に成長。同年7月1日の対ヤクルトアトムズ戦（明治神宮野球場）では2回に浅野啓司から満塁本塁打、4回に会田照夫から3点本塁打を放ち、1試合7打点を記録した。1974年までの背番号28から「鉄人（横山光輝の漫画『鉄人28号』より）」の愛称で親しまれており、またその愛称が示す通り、野球選手の中でも小柄な体格でありながら飛び抜けて体が頑丈でもあった。負傷しても休まず試合に出場することも多く、その頑丈さで大相撲の幕内力士青葉城と並び称されたこともある。
1974年、7月14日の対ヤクルトスワローズ戦（広島市民球場）では2点を追う9回二死一、二塁の打席で浅野啓司から逆転サヨナラ3点本塁打を放った。
1975年にはジョー・ルーツ監督によって「ウチには巨人の長嶋茂雄を越える三塁手がいるじゃないか」と励まされ、三塁手にコンバートされる（ゲイル・ホプキンスが「一塁手がいい」と言ったのも、コンバートのきっかけとなっている）。この年、5番打者として4番の山本浩二と共にクリーンナップの一翼を担い、球団初のセントラル・リーグ優勝に大きく貢献した。特に、オールスターゲームにおける山本との2打席連続アベック本塁打は、オールスター屈指の名場面として語り草になっている。同年の阪急ブレーブスとの日本シリーズでは、6試合通算26打数3安打1打点と不振を極めたが、第5戦では2回に山田久志から先制本塁打を放っている。また同年は初のベストナイン（三塁手）に選出された。
1976年、7月7日の対巨人戦（札幌市円山球場）では1回に本塁打、3回に単打、5回に二塁打、6回に三塁打を放ち、サイクル安打を達成。シーズンでは盗塁王のタイトルを獲得。
1979年はシーズン序盤から打撃不振に陥り、代打、代走、守備固めによる途中からの試合出場が21試合もあった。5月27日の時点で打率が.198と落ち込んだために古葉竹識監督が翌28日の対中日ドラゴンズ戦（岡山県野球場）で先発メンバーから外す決断に踏み切った。1974年4月17日以来連続フルイニング出場の記録を続けていたが、三宅秀史（元阪神）の持つ日本プロ野球記録の700まであと22試合と目前に迫りながら、678試合で記録が途絶えることになった。ただし、6回裏に代打で出場したため、70年10月19日以来続いている連続試合出場の記録は継続することになった。先発メンバー発表と同時に衣笠の記者会見が用意され、「野球の選手だから、悪ければ交代も仕方がない」「三宅さんまではいきたかった。後悔しないよう一生懸命にやってきたんだが」「ただ、何度もフル出場はダメかと思うようなけがをしながら、自分から投げ出さずにがんばれたことだけは満足している」、などと語った。だが、江夏豊の著書によると、先発出場から外れる事が分かると、手当たり次第に物を投げ飛ばすなど、大荒れだったという。
8月1日の対巨人戦（広島市民球場）では西本聖から死球を背中に受け、左の肩甲骨を骨折する重傷を負ってしまう。全治2週間と診断が下され、1122試合で連続試合出場記録が途切れる危機が訪れたが、翌2日の試合で代打として姿を見せた。江川卓の投球にフルスイングで挑んで三球三振という記録を残した。試合後には「1球目はファンのために、2球目は自分のために、3球目は西本君のためにスイングしました」「それにしても江川君の球は速かった」とコメントしている。衣笠が代打で打席に登場した瞬間、広島ファンのみならず、巨人ファン・ベンチからも大きな拍手が起こった。続く3日の試合では2番三塁手としてフル出場をして、その不死身ぶりで周囲を驚愕させた。

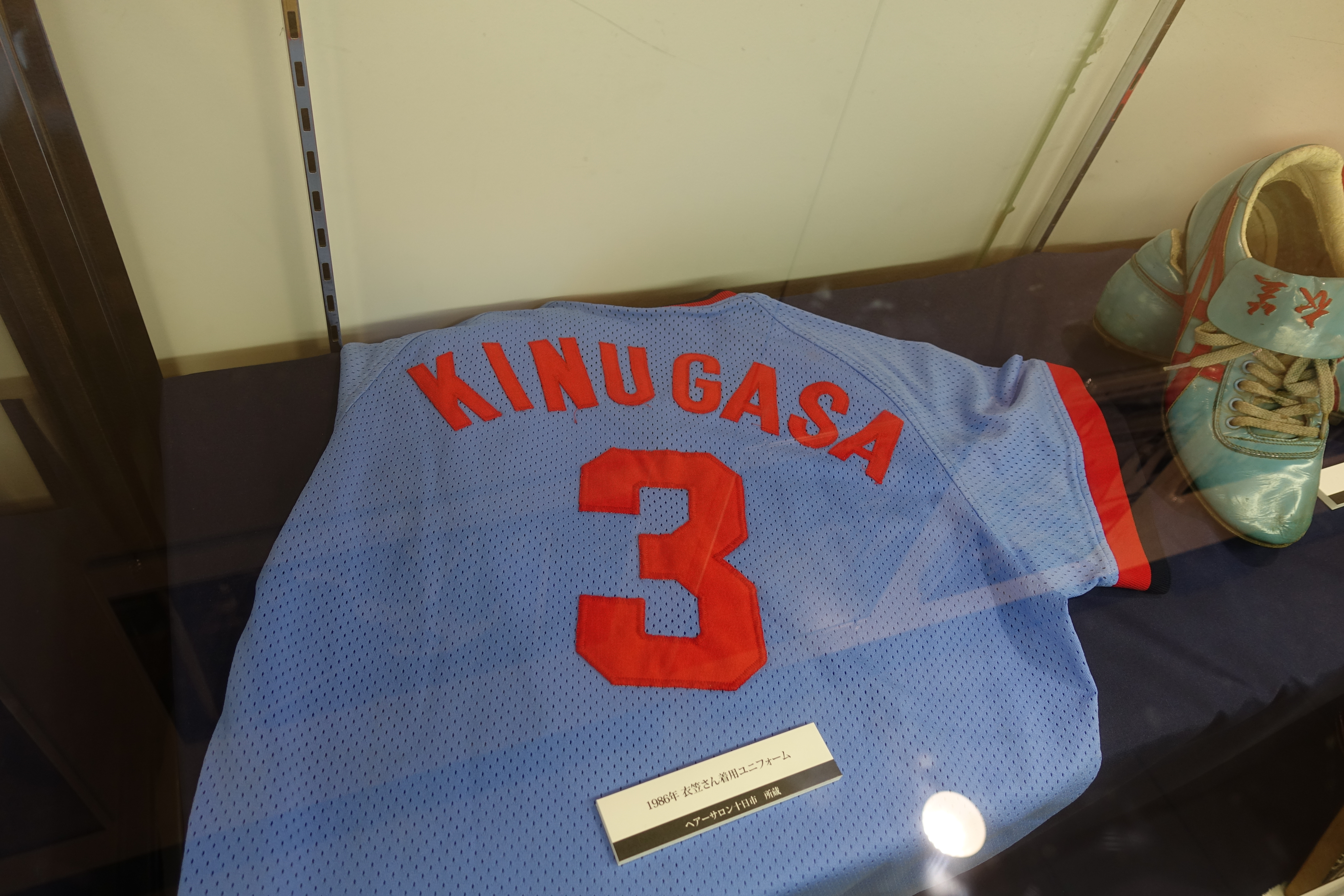
1986年に着用した背番号3のユニフォーム

1980年、6月22日の対阪神タイガース戦（阪神甲子園球場）では1点を追う8回一死満塁の打席で工藤一彦から逆転満塁本塁打を放った。7月29日の対ヤクルト戦（広島市民球場）は飯田徳治の保持する1246試合の連続試合出場記録に並ぶはずの試合だったが、5回裏に降雨が激しくなり、ノーゲームが宣告された。もう1日雨で延びた後の31日に改めてタイ記録、8月4日の対巨人戦（後楽園球場）で飯田を抜く1247試合の連続試合出場の日本プロ野球記録が達成された。
1981年、9月13日の対中日戦（広島市民球場）では1試合3本塁打を放った。
1982年も12年連続全試合出場を果たし、王貞治の皆勤11シーズンの記録を破った。
1983年、4月9日の中日との開幕戦（広島市民球場）では2点を追う5回一死満塁の打席で堂上照から、5月7日の対横浜大洋ホエールズ戦（横浜スタジアム）では9回二死満塁の打席で増本宏から、6月2日の対阪神戦（阪神甲子園球場）では3-3の同点で迎えた4回二死満塁の打席で池内豊からそれぞれ満塁本塁打を放ち、同年は3本の満塁打を放った。8月9日の対阪神戦（広島市民球場）で小林繁から史上16人目となる通算2000安打を達成。日本プロ野球名球会会員となる。
1984年より、コーチ兼任（以降、引退まで）。9月29日の対中日戦（広島市民球場）では5-5の同点で迎えた9回二死一、二塁の打席で牛島和彦からサヨナラ安打を放ち、プロ入り初めてシーズン100打点目を挙げた。同年は37歳にして102打点を記録し、谷沢健一に3点差をつけて三冠初タイトルとなる打点王を獲得。また自己最高の打率.329（3位）を記録し、自己2位タイの31本塁打を放つ。首位打者の篠塚利夫が.334、本塁打王の宇野勝、掛布雅之が37本を放ったことを考えると、ちょっとした違いで三冠王を獲得してもおかしくない成績であったと言える。同年のチームのリーグ優勝・日本シリーズ制覇に伴って最優秀選手（MVP）にも輝いた。オフの12月11日の契約更改では50パーセント増の年俸6000万円（推定）でサインした。
1986年、6月7日の対阪神戦（阪神甲子園球場）で2000試合連続出場を達成したが、この時点で打率は.224と低迷。6月14日に野村克也の記録を抜き通算三振記録が1位となる、2000年6月1日に秋山幸二が更新。7月の月間打率は.188（64打数12安打）、8月の月間打率は.145（83打数12安打）。7月29日から8月3日までの無安打でついに打率は1割台に転落してしまい、チームもほぼ同時期に首位の座を巨人に譲った。ベンチは衣笠の打順を5番から6番、更には7番と下げながら、それでも使い続けた。終盤は盛り返して優勝したが、苦戦の一つの原因となった。

#### 2130試合連続試合出場世界記録
メジャーリーグベースボールのルー・ゲーリッグが保持する2130試合連続試合出場世界記録まであと45試合まで迫り、1987年の開幕を迎えることとなった。開幕戦は4打数3安打の猛打賞、2戦目は勝利打点を挙げるなど好調な滑り出しとなった。4月19日の対巨人戦（後楽園球場）では1回一死満塁の打席で槙原寛己から満塁本塁打を放つが、この本塁打は対巨人戦では通算100本目の記録だった。6月11日の対大洋戦（広島市民球場）に出場して、ゲーリッグの記録に並んだ。同月13日の対中日戦（広島市民球場）で2131試合に到達。この試合で小松辰雄から左翼へ8号本塁打を放って記録に花を添え、広島市民球場を満員にした地元ファンの祝福に応えた。

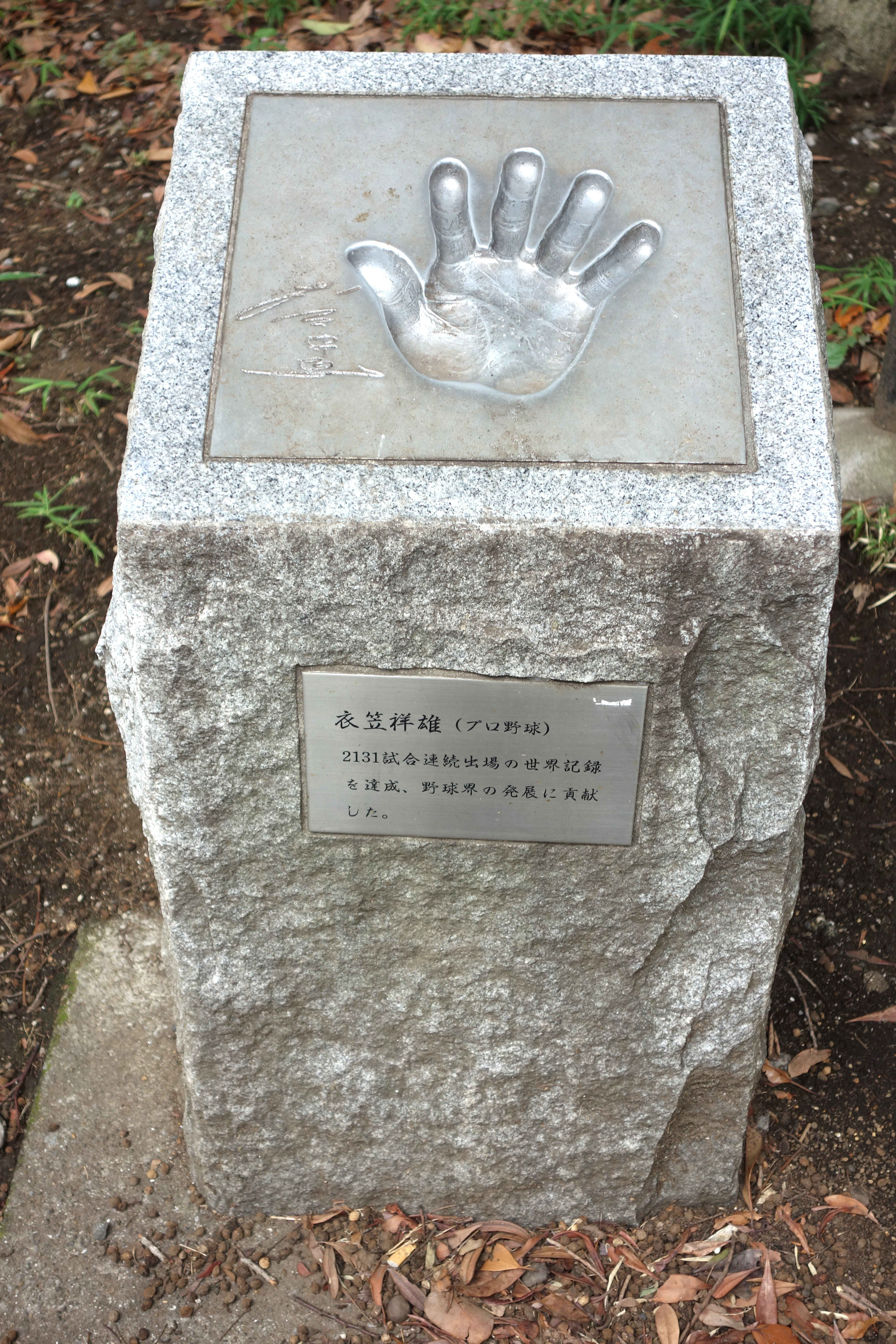
上野公園にある国民栄誉賞を記念した手形

翌14日の対中日戦（徳山市野球場）では4回に江本晃一からこの試合2本目の本塁打を放ち、通算2500安打と20年連続2桁本塁打を同時に記録した。同月22日に王貞治に次いでプロ野球選手として2人目の国民栄誉賞を授与された。これは巨人への所属歴がない選手では唯一の事例である。9月21日には満足に守備が出来なくなった事を理由に現役引退を表明した。最終出場試合となった対大洋戦（横浜スタジアム）の10月22日に2215試合連続出場を果たした。この試合では2回に新浦壽夫から先制の17号2点本塁打、3回にも二塁打を放ち、規定打席への到達と同時にベンチへ退いた。功績を讃え、1975年から衣笠のつけていた背番号「3」はカープの永久欠番となっている。
同時代のチームメイトに山本浩二という強打者がおり、引退後から死去までの間も鉄人のイメージがあったことで、連続試合出場記録以外の話題を採り上げられることは少ないが、長期に亘って安定した打撃成績を残し、通算安打2543本（歴代5位で福本豊と同数）、通算本塁打504本（歴代7位で張本勲と同数）、通算打点1448（歴代10位）、通算得点1372（歴代5位）を記録している。また、1976年に盗塁王を獲得するなど史上3人しかいない500本塁打・200盗塁（他は張本、山本）を記録し、ゴールデングラブ賞を3度受賞した屈指のオールラウンド・プレーヤーでもある。山本・衣笠のYK砲は球史に残る強力なコンビであった。2人のアベック本塁打は86本を数え、巨人の王貞治・長嶋茂雄（ON砲）の106本に次ぐ日本プロ野球史上2位である。

### 引退後
引退後は、1988年から2018年途中まで30年半（31年間）、東京放送（TBS。その後、企業再編により、TBSラジオ、TBSテレビにそれぞれ分離）の野球解説者を務める。一方で、朝日新聞社嘱託（1987年シーズンオフ - 2017年1月）で運動面のコラムを受け持つ他、タレント活動も展開。日本テレビ系『午後は○○おもいッきりテレビ』のコメンテーターとして出演したほか、広範にわたる洋楽の知識を生かし、自らが選曲とパーソナリティを手掛ける音楽番組『鉄人ミュージック』がTBSラジオで不定期に放送された。またソニーのPC・VAIOのユーザーであり、「VAIO OWNERS：達人の選択」でVAIO愛好家としても紹介されていた。
現役時代から引退後にかけて、広島県呉市にある味噌メーカー「ますやみそ」のCMキャラクターを務めていた。
引退後は球団の監督もコーチもやることはなかった。衣笠は新聞社の取材にてその理由を問われ、自分一人ではどうこうできない人間関係の問題であることを示唆している。
1996年1月24日、野球殿堂入り。
小惑星(7826) Kinugasaは衣笠の名前にちなんで命名された。
広島出身の小説家・映画監督である西川美和が衣笠のファンで、直木賞候補になった2015年の小説『永い言い訳』の主人公に、衣笠の承諾を得て「衣笠幸夫（きぬがささちお）」と命名した。

### 死去
2018年4月23日、大腸がんの一種である上行結腸がんのため東京都内で死去した。71歳没。奇しくもこの日は息子・友章の誕生日であった。
死去4日前の4月19日にBS-TBSとTBSチャンネル2で生放送された横浜DeNAベイスターズ対読売ジャイアンツ戦（横浜スタジアム）中継で解説を行ったのが最後のメディア出演となった。2017年から解説における衣笠の声のかすれが心配されており、この日の放送でも画面に映る衣笠の表情が硬く時折声が聞き取れない部分もあったため、SNS等で衣笠の声の異変や体調を不安視する声が上がっていた矢先の訃報であった。TBSも衣笠の体調を考慮しこの日の中継は急遽槙原寛己とのダブル解説体制としていた。その槙原もこの日の衣笠は体調が思わしくなくなかなか声が出ない状態だったと語っている。なお本人の希望もあり4月26日にも同局で解説者として出演する予定だったという。

### 没後
同年4月28日から4月30日まで、広島球団は対阪神タイガースとの3連戦（MAZDA Zoom-Zoom スタジアム広島）を衣笠の追悼試合とし、広島の監督・コーチ・選手・スタッフが喪章を着用して試合に臨んだ。28日の試合前には黙祷が捧げられた。
76回目の誕生日でもあった2023年1月18日には、Google Doodleで衣笠が取り上げられた。

## 逸話

衣笠祥雄 連続試合出場記録 石碑（広島市中区・旧広島市民球場跡地敷地内）

### 人物

#### 父親について
衣笠の父親については戦後占領期に日本に駐留した黒人兵とする文献が多いが、衣笠は『週刊ポスト』1987年9月7日号の田原総一朗との対談で、父親の話をしており、結論から言うと衣笠は父親のことは知らないのだと言う。衣笠の説明では、この取材時点で一度も父親について面と向かって聞かれたことはなく、「説明させてもらえるなら、母親も一人の人間であり、母親の人生は母親の人生であり、あれこれ詮索することは結局、母親の人生を傷つけることになる、だからぼくは母親の生き方を尊重しいっさい、何も聞かなかった」と話している。父親がアメリカ人という話が広く流布したのは、カープに入団して間もなく、たまたま机に向かって英語の勉強をしていたら、同室だった先輩の興津立雄が「まだ会ったことのない父を捜しにアメリカに行くため、英語の勉強をしていた」と作り話をマスメディアに話し、それが黒人兵云々と話が広がった。全部ウソなのだが先輩の興津が出所なので、あまり文句も言えず、そのような話が定着していったという。衣笠は幼少期は母とは暮らさず、母方の祖父に育てられ、衣笠が小学校3年のとき、母親が衣笠裕太と結婚し、一緒に暮らすようになった。衣笠は野球をやっていなかったら何をやっていたか考えたら怖いというほど、子供の頃は相当なワルだったから、いじめられたことも一回もないという。
「野球選手になったら、金持ちになって、でかい家を買って綺麗な女と結婚する」と夢見ていた衣笠少年は、入団時の契約金で自動車免許を取り、フルサイズのアメリカ車フォード・ギャラクシーを購入した。当時のカープは創立十数年の貧乏球団であり、長谷川良平監督やコーチ・主力選手が乗っているのは大半がマツダ車で、中には自転車通勤の者も珍しくなかった。そんなチーム状況を横目に気ままにアメ車を乗り回していたが、何度も事故を起こし、当時のコーチ・根本陸夫から免許を剥奪され、衣笠をスカウトした木庭教スカウト部長から「混血のお前が他の道で生きるには大変だぞ。お前から野球を取ったら何が残るんだ」などと説教された。
1960年代後半、ベトナム戦争の泥沼化に伴い、アメリカ軍岩国基地は前線基地となっていた。基地周辺は兵隊で溢れ、飲み屋やゴーゴークラブなど飲食店が大いに賑わっていた。衣笠はよく車で約1時間かけて岩国基地まで遊びに行き、現地で仲良くなった兵隊達とよく飲み明かしていた。そんなある日、いつものように一緒に飲んでいた米兵の友人に「明日ベトナムへ行くんだ」と告げられる。衣笠はこの言葉に大きなショックを受け、好きな野球をやりながら遊び回る自身を恥じ、以後野球に真剣に打ち込むようになった。
1970年、最大の恩師というべき関根潤三が打撃コーチとして広島に入団。根本陸夫監督は「衣笠をリーグを代表する打者にしてくれ」と頼み、それを受けて関根は、衣笠にマンツー・マンの過酷な練習を課した。朝・昼・夜の練習が終わり、他の選手が休んだり遊びに行ったりする時間に入っても、更に宿舎の屋上でバットを振らせていたという。あまりにも厳しい練習に耐えかね、ある晩衣笠は、関根を無視して飲みに出かけた。そして夜中の3時過ぎ、もうそろそろいいだろうと宿舎に帰ってくると、なんと玄関で関根が待ち構えていたという。
1979年の「江夏の21球」で知られる日本シリーズ（対近鉄バファローズ）第7戦では、9回裏の近鉄の攻撃の際にブルペンでリリーフ投手を用意させていた古葉竹識監督の采配に不満を抱きモチベーションが上がらない江夏を「お前がやめるなら俺も一緒にやめてやる」と奮起させたという。BS朝日『ザ・インタビュー〜トップランナーの肖像〜』でこの場面を振り返り、「江夏が怒っているのはよく分かったが、どうしても勝ちたくて、江夏に何を言ったら効果的か、マウンドに行く間、考えていた」と話した。広島でチームメイトになった江夏とは無二の親友で、プライベートでは常に行動を共にしていたという。
山本浩二曰く、「衣笠と腹を割って話せるようになったのは1975年の初優勝からで、それまでは私生活でも付き合いがなかった」とのこと。また山本は「初優勝して衣笠との距離が縮まるまでは”とにかく負けたくない”とばかり思っていた」とも語っている。
極度の偏食で、野菜はおろか魚も嫌いで肉しか食べようとしなかった。下柳剛との酒の席では「野菜食べないで大丈夫なんですか?」と心配する下柳を「野菜は牛が食うとる」と一蹴したという。そのような食生活の影響によるものか、彼は前述の通り大腸がんを患い、71歳で死去する結果となった。

### 野球
現役時代は「当てる」バッティングを全くせず、常にフルスイングで打席に臨んでいた。そのため本塁打や打点が多い反面、三振や凡打も多く、これほどの通算成績を残しているにもかかわらず、シーズンを通して打率が3割以上はたった1度（1984年）しかない。通算三振数は1587個（当時日本記録）、通算併殺打は267（セ・リーグ記録）に上る。ただし、現在の三振数歴代2位（1955個）の清原和博が実働22年で尚且つキャリアの大半が衣笠の現役時代と同じ130試合制の中、100三振以上のシーズンが9回あったのに対して衣笠は1回もなく（最多は80、82、83年の89個）、三振数がリーグ最多となったのも70年（81個）の1回しかない（清原は3回）。
本塁打と盗塁の実績がとびぬけていたことから、所謂、30-30をとれなかった選手としても語られることがある。
シーズン打率3割到達経験なしの通算2000安打達成者は柴田勲、田中幸雄の2名のみだが、2000安打達成時点であれば衣笠も含まれる。唯一の3割到達シーズン（1984年）が2000安打達成後のためである。また、打点王と盗塁王のタイトル獲得経験がある数少ない選手である（他の該当者は飯田徳治とイチローの2人のみ）。
元阪神タイガースの江本孟紀は、現役時代の衣笠について「打者の目の高さに投げた明らかなボール球にもフルスイングする。当たれば確実に本塁打になるだけに、全く気が抜けなかった」と語っている。また江本は、衣笠から自身通算1000個目となる三振を奪っているが、偶然にもそれは、衣笠にとっても通算1000個目となる三振であった。
通算被死球161は日本プロ野球史上3位だが、振る舞いは非常に紳士的であった。どんなに危険で痛い死球を受けても怒りをあらわにすることは皆無で、それどころか「大丈夫だよ」と左手を差し出し、逆に相手投手を気遣いながら一塁へ向かっていた。1979年8月1日の対巨人戦で西本聖から死球を受け乱闘騒ぎになった際、西本が衣笠の元へ謝りに近寄っていったところ「危ないからベンチに下がっていろ」と言われ、西本は衣笠の器の大きさを感じたと語っている。大島康徳は「ただ一人だけ、僕がそういうとき（死球や危ない球が来たとき）の対応で、すごいな、カッコいいなと思ったのが広島の衣笠祥雄さんです。あの人は危ない球だろうが、当てられようが、ほとんど顔色を変えず、当たったときもその個所を手でサッとはらい、タタタッと一塁に向かった。ダンディでしたね。もちろん、衣笠さんは避け方もうまかった。逃げるのが下手な選手なら、あんなに当てられているうちに何度も大ケガをしてますよ。」と述べている。
連続試合出場の世界記録を更新した時、「いつか、誰かにこの記録を破ってほしい。この記録の偉大さが本当にわかるのは、その人だけだろうから」という言葉を残した。衣笠の記録はアメリカでも非常に高く評価されており、現在でも「キヌガサ」は、アメリカで最も名前の知られている日本人野球選手の一人である。1996年6月14日にカル・リプケン・ジュニア（オリオールズ）が記録を更新した試合にも、来賓としてアメリカに招かれた。また、人間国宝の藤原雄と親しく、上記の試合のとき藤原が作った備前焼をリプケンに手渡している。本人は自分の記録を抜いてくれたことを非常に喜んでいたといい、後々リプケンとは親友にもなった。これが縁でリプケンは衣笠に関連する番組にゲストやサプライズ出演することもあった。
一方、衣笠の世界記録更新の前後には、「記録作りのために出場しているだけ」「監督・コーチの温情」と非難する者も少なからず存在した。実際、晩年の1986、1987年には試合終盤に1打席だけの代打で出場し凡退することが多く、一選手の記録のためにチームの成績を犠牲にする姿勢に批判があった。このように1986年以降は成績が振るわなかった（代打の1打席のみの出場や、試合にフル出場せず、中盤で交代することも多かった）ことと、1979年当時、三宅秀史が持っていた700試合連続フルイニング出場の記録にあと22試合まで迫りながら、極度のスランプのためスタメンから外されたことがあるという前例が、そのような非難の根拠である。
広島市民球場の敷地内には、連続出場記録を記念した碑がある。また、長崎県長崎市布巻町（旧三和町）の元宮公園には、衣笠の業績を称えて名付けられた「衣笠球場」がある。
NHK特集で放送された『17年間休まなかった男 衣笠祥雄の野球人生』（#関連映像作品を参照）より自宅で夫人と共にインタビューを受けた際、自宅では一般紙は読むがスポーツ紙を読まなかった（新聞販売店のスポーツ紙の勧誘も断っていた事を夫人が明かしていた）。理由はスポーツ新聞によって野球に追っかけられている気がするためである。また、一般紙だとスポーツ欄がわずかで政治・経済などを知ることが出来るから野球を連想させる事が無く考えずに済むからだという。
田淵幸一（阪神）が1970年8月26日の対広島戦（阪神甲子園球場）で外木場義郎から左こめかみに死球を受けて病院へ搬送されるほどの重傷を負ったことをきっかけとして、安全対策から日本野球機構が耳当て付きヘルメットの導入を決めた際には、衣笠は「視界が遮られ、逆に頭部付近のボールから逃げられなくなる」と反対した。この主張が認められ、プロで一定年数活躍した選手には例外的に耳当て無しヘルメットが認められた。

## 詳細情報

### 年度別打撃成績
| 年 度      | 球 団      | 試 合 | 打 席 | 打 数 | 得 点 | 安 打 | 二 塁 打 | 三 塁 打 | 本 塁 打 | 塁 打 | 打 点 | 盗 塁 | 盗 塁 死 | 犠 打 | 犠 飛 | 四 球 | 敬 遠 | 死 球 | 三 振 | 併 殺 打 | 打 率 | 出 塁 率 | 長 打 率 | O P S |
| ---------- | ---------- | ----- | ----- | ----- | ----- | ----- | -------- | -------- | -------- | ----- | ----- | ----- | -------- | ----- | ----- | ----- | ----- | ----- | ----- | -------- | ----- | -------- | -------- | ----- |
| 1965       | 広島       | 28    | 46    | 44    | 3     | 7     | 1        | 0        | 1        | 11    | 2     | 0     | 0        | 1     | 0     | 0     | 0     | 1     | 4     | 1        | .159  | .178     | .250     | .428  |
| 1966       | 広島       | 32    | 40    | 34    | 3     | 5     | 3        | 1        | 0        | 10    | 2     | 1     | 0        | 0     | 0     | 4     | 0     | 2     | 9     | 1        | .147  | .275     | .294     | .569  |
| 1967       | 広島       | 28    | 52    | 48    | 6     | 12    | 2        | 0        | 2        | 20    | 5     | 1     | 1        | 0     | 0     | 3     | 0     | 1     | 13    | 2        | .250  | .308     | .417     | .724  |
| 1968       | 広島       | 127   | 463   | 395   | 52    | 109   | 19       | 2        | 21       | 195   | 58    | 11    | 4        | 1     | 2     | 54    | 0     | 11    | 76    | 11       | .276  | .377     | .494     | .872  |
| 1969       | 広島       | 126   | 485   | 428   | 43    | 107   | 12       | 0        | 15       | 164   | 46    | 32    | 15       | 5     | 1     | 40    | 1     | 11    | 73    | 17       | .250  | .330     | .383     | .713  |
| 1970       | 広島       | 126   | 459   | 406   | 44    | 102   | 10       | 3        | 19       | 175   | 57    | 13    | 5        | 2     | 1     | 42    | 3     | 8     | 81    | 14       | .251  | .333     | .431     | .764  |
| 1971       | 広島       | 130   | 543   | 460   | 72    | 131   | 18       | 2        | 27       | 234   | 82    | 12    | 11       | 2     | 2     | 64    | 3     | 15    | 71    | 10       | .285  | .390     | .509     | .898  |
| 1972       | 広島       | 130   | 565   | 498   | 67    | 147   | 18       | 1        | 29       | 254   | 99    | 12    | 7        | 0     | 6     | 49    | 5     | 12    | 77    | 16       | .295  | .372     | .510     | .882  |
| 1973       | 広島       | 130   | 529   | 454   | 52    | 94    | 12       | 1        | 19       | 165   | 53    | 6     | 3        | 4     | 3     | 65    | 6     | 3     | 73    | 17       | .207  | .310     | .363     | .674  |
| 1974       | 広島       | 130   | 529   | 471   | 72    | 119   | 10       | 1        | 32       | 227   | 86    | 7     | 5        | 0     | 4     | 48    | 2     | 6     | 78    | 14       | .253  | .330     | .482     | .811  |
| 1975       | 広島       | 130   | 532   | 479   | 66    | 132   | 22       | 1        | 21       | 219   | 71    | 18    | 4        | 0     | 4     | 44    | 2     | 5     | 61    | 21       | .276  | .343     | .457     | .800  |
| 1976       | 広島       | 130   | 569   | 522   | 82    | 156   | 26       | 2        | 26       | 264   | 69    | 31    | 14       | 5     | 1     | 31    | 2     | 10    | 84    | 19       | .299  | .350     | .506     | .856  |
| 1977       | 広島       | 130   | 582   | 514   | 88    | 136   | 22       | 2        | 25       | 237   | 67    | 28    | 15       | 8     | 1     | 53    | 1     | 6     | 81    | 11       | .265  | .340     | .461     | .801  |
| 1978       | 広島       | 130   | 547   | 461   | 81    | 123   | 18       | 1        | 30       | 233   | 87    | 9     | 13       | 2     | 4     | 69    | 8     | 11    | 83    | 14       | .267  | .375     | .505     | .881  |
| 1979       | 広島       | 130   | 478   | 410   | 82    | 114   | 21       | 2        | 20       | 199   | 57    | 15    | 4        | 4     | 0     | 55    | 4     | 9     | 72    | 9        | .278  | .376     | .485     | .861  |
| 1980       | 広島       | 130   | 549   | 489   | 79    | 144   | 20       | 0        | 31       | 257   | 85    | 16    | 6        | 6     | 2     | 42    | 2     | 10    | 89    | 6        | .294  | .362     | .526     | .888  |
| 1981       | 広島       | 130   | 553   | 495   | 82    | 134   | 23       | 2        | 30       | 251   | 72    | 7     | 7        | 8     | 2     | 40    | 3     | 8     | 83    | 16       | .271  | .335     | .507     | .842  |
| 1982       | 広島       | 130   | 551   | 483   | 74    | 135   | 22       | 0        | 29       | 244   | 74    | 12    | 2        | 12    | 2     | 44    | 0     | 10    | 89    | 10       | .280  | .352     | .505     | .857  |
| 1983       | 広島       | 130   | 557   | 496   | 86    | 145   | 25       | 1        | 27       | 253   | 84    | 8     | 4        | 6     | 2     | 49    | 4     | 4     | 89    | 10       | .292  | .361     | .510     | .871  |
| 1984       | 広島       | 130   | 542   | 490   | 79    | 161   | 25       | 1        | 31       | 281   | 102   | 11    | 1        | 6     | 7     | 34    | 2     | 5     | 83    | 13       | .329  | .378     | .573     | .952  |
| 1985       | 広島       | 130   | 540   | 480   | 77    | 140   | 16       | 0        | 28       | 240   | 83    | 10    | 5        | 6     | 5     | 46    | 2     | 3     | 77    | 12       | .292  | .354     | .500     | .854  |
| 1986       | 広島       | 130   | 520   | 477   | 42    | 98    | 11       | 0        | 24       | 181   | 59    | 4     | 2        | 4     | 0     | 32    | 2     | 7     | 80    | 10       | .205  | .266     | .379     | .645  |
| 1987       | 広島       | 130   | 403   | 370   | 40    | 92    | 17       | 0        | 17       | 160   | 48    | 2     | 2        | 6     | 1     | 23    | 3     | 3     | 61    | 13       | .249  | .297     | .432     | .730  |
| 通算：23年 | 通算：23年 | 2677  | 10634 | 9404  | 1372  | 2543  | 373      | 23       | 504      | 4474  | 1448  | 266   | 130      | 88    | 50    | 931   | 55    | 161   | 1587  | 267      | .270  | .345     | .476     | .820  |

- 各年度の太字はリーグ最高

### タイトル
- 打点王：1回 （1984年）[40]
- 盗塁王：1回 （1976年）[17]
- 最多安打（当時連盟表彰なし）：1回（1972年） ※1994年より表彰

### 表彰
- 最優秀選手：1回 （1984年）[41]
- ベストナイン：3回 （1975年、1980年、1984年）
- ゴールデングラブ賞：3回 （1980年、1984年、1986年）
- 野球殿堂競技者表彰（1996年）[59]
- 正力松太郎賞：1回 （1984年）※選手として表彰[97]
- 月間MVP：4回 （1975年6月[98]、1979年9月[99]、1982年6月[100]、1983年7月[101]）
- 日本プロスポーツ大賞
  - 大賞：1回 （1984年）[102]
  - 殊勲賞：1回 （1987年）
- 国民栄誉賞 （1987年）[51]
- 広島県民栄誉賞 （1987年）
- 京都市市民栄誉賞 （1987年）[103]
- 新語・流行語大賞 特別賞 （1987年、「鉄人」）

### 記録
初記録
- 初出場：1965年5月16日、対中日ドラゴンズ7回戦（中日スタヂアム）、9回表に佐々木勝利の代打で出場
- 初先発出場：1965年7月25日、対大洋ホエールズ15回戦（広島市民球場）、8番・捕手で先発出場
- 初安打：同上、3回裏に及川宣士から
- 初得点：同上、3回裏に興津立雄の2点適時二塁打で記録
- 初本塁打・初打点： 1965年8月22日、対阪神タイガース15回戦（広島市民球場）、3回裏に村山実からソロ

節目の記録
- 100本塁打：1972年7月18日、対阪神タイガース14回戦（岡山県野球場）、3回裏に江夏豊から2ラン ※史上35人目[104]
- 150本塁打：1974年6月9日、対中日ドラゴンズ9回戦（中日スタヂアム）、8回表に三沢淳から左越逆転決勝3ラン ※史上68人目
- 1000試合出場：1975年4月24日、対大洋ホエールズ3回戦（広島市民球場）、5番・三塁手で先発出場 ※史上178人目
- 1000安打：1976年5月22日、対中日ドラゴンズ7回戦（ナゴヤ球場）、4回表に三沢淳から中前安打 ※史上95人目
- 200本塁打：1976年8月28日、対大洋ホエールズ20回戦（川崎球場）、1回表に根本隆から中堅左へ先制ソロ ※史上25人目[105]
- 250本塁打：1978年6月8日、対横浜大洋ホエールズ9回戦（川崎球場）、2回表に田村政雄から2ラン ※史上14人目[106]
- 1500試合出場：1978年9月25日、対ヤクルトスワローズ24回戦（広島市民球場）、7番・三塁手で先発出場 ※史上60人目[107]
- 1500安打：1980年4月9日、対横浜大洋ホエールズ2回戦（広島市民球場）、3回裏に野村収から中前安打 ※史上37人目[108]
- 300本塁打：1980年6月1日、対中日ドラゴンズ9回戦（広島市民球場）、1回裏に藤沢公也からソロ ※史上13人目[109]
- 1000三振：1980年9月6日、対阪神タイガース18回戦（広島市民球場）、1回裏に江本孟紀から ※史上6人目
- 3000塁打：1981年7月21日、対阪神タイガース14回戦（阪神甲子園球場）、2回表に工藤一彦からソロ ※史上17人目[110]
- 1000打点：1982年4月4日、対中日ドラゴンズ1回戦（広島市民球場）、7回裏に水谷啓昭から2ラン ※史上14人目[111]
- 350本塁打：1982年4月10日、対横浜大洋ホエールズ2回戦（広島市民球場）、4回裏に野村収から左越3ラン ※史上11人目[112]
- 1000得点：1982年6月4日、対読売ジャイアンツ10回戦（広島市民球場）、5回裏に山本浩二の適時打で生還し記録 ※史上17人目[113]
- 2000試合出場：1982年8月29日、対阪神タイガース24回戦（阪神甲子園球場）、6番・三塁手で先発出場 ※史上18人目[114]
- 3500塁打：1983年7月10日、対阪神タイガース13回戦（阪神甲子園球場）、2回表に工藤一彦から左中間へ先制ソロ ※史上12人目
- 2000安打：1983年8月9日、対阪神タイガース14回戦（広島市民球場）、5回裏に小林繁から左前安打 ※史上16人目[35]
- 300二塁打：1983年9月1日、対阪神タイガース19回戦（阪神甲子園球場）、4回表に野村収から ※史上24人目
- 400本塁打：1983年9月15日、対ヤクルトスワローズ23回戦（明治神宮野球場）、4回表に宮本賢治から左越ソロ ※史上9人目
- 4000塁打：1985年7月5日、対阪神タイガース10回戦（阪神甲子園球場）、6回表に福間納から左中間二塁打 ※史上9人目[115]
- 450本塁打：同上、8回表に山本和行から左越ソロ ※史上8人目[115]
- 350二塁打：1986年5月11日、対読売ジャイアンツ7回戦（広島市民球場）、4回裏に西本聖から右翼線二塁打 ※史上16人目
- 2500試合出場：1986年8月10日、対中日ドラゴンズ15回戦（広島市民球場）、3番・一塁手で先発出場 ※史上4人目[116]
- 1500三振：同上、7回裏に都裕次郎から ※史上初
- 2500安打：1987年6月14日、対中日ドラゴンズ11回戦（徳山市野球場）、4回裏に江本晃一からソロ ※史上4人目[50]
- 500本塁打：1987年8月11日、対ヤクルトスワローズ15回戦（広島市民球場）、4回裏に尾花高夫から左越ソロ ※史上5人目[117]

その他の記録
- 2215試合連続出場（1970年10月19日 - 1987年10月22日）※日本記録[注 11]
- 678試合連続フルイニング出場（1974年4月17日 - 1979年5月27日）
- 通算9404打数 ※セ・リーグ記録
- 通算161死球 ※セ・リーグ記録
- 通算267併殺打 ※セ・リーグ記録
- 最多安打（当時連盟表彰なし）：1回 （1972年） ※1994年より表彰
- サイクル安打：1976年7月7日、対読売ジャイアンツ16回戦（札幌市円山球場） ※史上28人目、初回先頭打者本塁打でのサイクル安打達成はNPB史上初[118]
- 22年連続シーズン盗塁（1966年 - 1987年）※広瀬叔功と並んで日本タイ記録
- 20年連続シーズン2桁本塁打（1968年 - 1987年）※歴代4位タイ[50]
- 13年連続シーズン20本塁打以上（1974年 - 1986年）※歴代3位タイ
- 5試合連続本塁打（1971年6月6日 - 6月10日）
- 2試合連続初回先頭打者本塁打（1977年10月4日 - 10月5日）
- 1イニング2死球：1976年8月31日、対中日ドラゴンズ16回戦（ナゴヤ球場）、3回表に青山久人・金井正幸から　※日本記録
- 代打の代打で満塁本塁打：1973年10月10日、対ヤクルトスワローズ戦 ※NPB史上初[119]
- 同一球場で1000安打（広島市民球場 ※同球場では山本浩二も達成）
- 同一球場で200本塁打（広島市民球場 ※同球場では山本浩二も達成）
- 通算巨人戦の最多本塁打：101本
- オールスターゲーム出場：13回 （1971年、1974年 - 1977年、1980年 - 1987年）

### 背番号
- 28（1965年 - 1974年）
- 3（1975年 - 1987年） ※永久欠番

## 関連情報

### 出演CM
- ますやみそ
- アートネイチャー（現役時代末期）- 宝田明と共演

### 出演番組
- プロ野球中継（解説）
  - S☆1 BASEBALL（TBSテレビ[注 5]はじめJNN系列地上波各局、BS-TBS、TBSチャンネル[注 12]。1988年より担当。タイトルは2020年以降のもの）
  - メジャーリーグベースボール（MLB、大リーグ）中継（TBSテレビ、BS-TBS）[注 13]
  - TBSラジオ エキサイトベースボール（TBSラジオ[注 5]。1988年から2017年の放送終了まで担当。タイトルは2006年以降のもの）
  - RCCカープナイター（RCCラジオ）
- 第35回NHK紅白歌合戦（1984年12月31日、NHK総合・ラジオ第1） - 審査員
- サンデーTOKYO（1989年4月16日 - 1990年9月30日、日曜13:00 - 14:55。TBSラジオ）[121]
- 衣笠祥雄のほっとひといき（1991年10月7日 - 1992年4月3日、平日18:00 - 19:00のワイド番組内で放送[122]。TBSラジオ）
- 京都上がる下がる（NHK BS2・NHK BShi） - 旅人
- 大人の野球（2003年10月 - 12月。BS朝日） - 金石昭人とMC（司会）を務めた、プロ野球トーク番組[123]。
- 鉄人ミュージック（2007年より不定期で放送[注 14]。TBSラジオ。プロ野球中継が無い日に放送される『プロ野球ネットワーク』内コーナー。プロ野球オフシーズンにも放送された[注 15]。衣笠によるDJ番組[125][128][126]）
- 午後は○○おもいッきりテレビ（日本テレビ、コメンテーター）
- 秘密のケンミンSHOW（読売テレビ）
- 幕末青春グラフィティ 福沢諭吉（TBSテレビ、1985年） - 野球に魅せられた男 役
- サンデーモーニング（TBSテレビ、コメンテーターとして）[129]
- RCC開局65年記念特別番組「発掘!スクープ映像 広島はここから始まった〜よみがえる昭和の記憶〜」（2017年12月27日、中国放送〈RCCテレビ〉）
- サンデーTOKYO（TBSラジオ）

### 記事
コラム
- 朝日新聞『鉄人の目』ほか野球コラム - 1987年シーズンオフから晩年まで（2017年1月までは、朝日新聞社嘱託として）[注 6]
- カープモバイルサイトRCC広島カープ『衣笠祥雄の鉄人の流儀』 - 6年に渡り連載された。
- しんぶん赤旗日曜版『鉄人衣笠 フルスイング』 - 1997年から晩年まで連載された。[130]

### 著書
- 『限りなき挑戦 鉄人と呼ばれるオレの野球人生』（旺文社・1984/12）、ISBN 4-01-009824-4
- 『自分とどう闘いつづけるか 継続こそ力なり!』（PHP研究所・1985/04）、ISBN 4-569-21554-8
- 『ルー・ケーリッグを超えて 忍耐野球の軌跡』（ベースボール・マガジン社・1987/09）、ISBN 4-583-02646-3
- 『お父さんからきみたちへ 明日(あす)を信じて』（講談社・1988/10）、ISBN 4-06-203834-X
- 『人生、フルスイング』（佼成出版社・1993/04）、ISBN 4-333-01633-9
- 『野球の夢一途に』（日本放送出版協会・1998/03）、ISBN 4-14-080357-6
- 衣笠祥雄監修、野球と野球人を考える会編　『野球道とは何か』（KKロングセラーズ・2008/1）、ISBN 978-4-8454-0803-0
- 『野球の神様がいた球場 広島市民球場とカープの軌跡』（ベースボール・マガジン社・2008/12）、ISBN 978-4-583-10129-3
- 『水は岩をも砕く（男のVシリーズ）』（KKロングセラーズ・2008/12）、ISBN 978-4-8454-2136-7
- 『カープ愛。広島はなぜ「人作り」が優れているのか 76の思考』（青志社・2015/4）、ISBN 978-4-86590-004-0
- 『鉄人のひとり言』（青志社・2016/7）、ISBN 978-4-86590-030-9

共著
- 『昭和プロ野球の裏側 友情と歓喜のドラマの裏に何があったのか?』 (廣済堂新書)（廣済堂出版・2018/3/31） 江夏豊、二宮清純との共著。ISBN 978-4-331-52151-9

### 関連書籍
- 永山貞義著『鉄人・衣笠祥雄物語 限りなき挑戦の軌跡!』（1988年、一光社発行）、ISBN 4-7528-7502-0
- 山際淳司著『バットマンに栄冠を』（角川書店・1988年11月)、ISBN 4-04-154055-0
- 本田靖春著『戦後の巨星二十四の物語』（講談社・2006年10月）、ISBN 4-06-213532-9

写真集
- 立木義浩撮影『親と子の情景（2） 立木義浩写真集』（1998年9月） ※祥雄・友章親子の写真が掲載。、ISBN 4-620-60546-8

絵本
- 文・絵 関屋敏隆 『鉄人衣笠』（1992年6月、くもんの創作絵本）、ISBN 4-87576-729-3
  - 復刻版（2018年6月25日、小学館）、ISBN 978-4-09-726799-7

### 紙芝居
- いくまさ鉄平作『鉄人 衣笠祥雄物語』（2018年、ひろしま紙芝居村）

### 関連映像作品
テレビ番組
- 『17年間休まなかった男〜衣笠祥雄の野球人生〜』（『NHK特集』No.980。1986年6月6日、NHK総合テレビジョン放送。放送時間：45分） ※NHKアーカイブスでも一般公開されている[131]。2018年4月30日に追悼番組『"鉄人"の闘志 永遠に〜追悼・衣笠祥雄さん〜』（17:10 - 18:00）として放送された[132]。
- 『追悼 衣笠祥雄さん』（2018年4月23日、RCCテレビ）[133]
- 『追悼特別番組 ありがとう 鉄人 衣笠祥雄さん』（2018年4月28日、広島テレビ）

ビデオグラム（VHS）
- 『限りなき挑戦　鉄人・衣笠 栄光の軌跡』（1987年発売。製作著作・発売：東京放送、パック・イン・ビデオ）

アニメ映画
- 『かっ飛ばせ!ドリーマーズ・広島カープ誕生物語』（1994年公開。審判役、マッドハウス、広島映画センター）

### 漫画・アニメ
- 野球狂の詩（作中で、水原勇気とドリームボール対決をしている）

### 所属事務所
- スポーツ・マネジメント・システム（SMS。TBSビジョンスポーツ事業部。2000年頃まで所属）
- キャスト・プラス（クリエイティブ・メディア・エージェンシー=CMA時代の2001年頃より所属）

※晩年まで所属事務所はキャスト・プラスと記載される場合もあったが、生前のインタビューなどでは、所属事務所もマネージャーもなく、自分が窓口となって活動しているとする情報もある。